# 火の馬

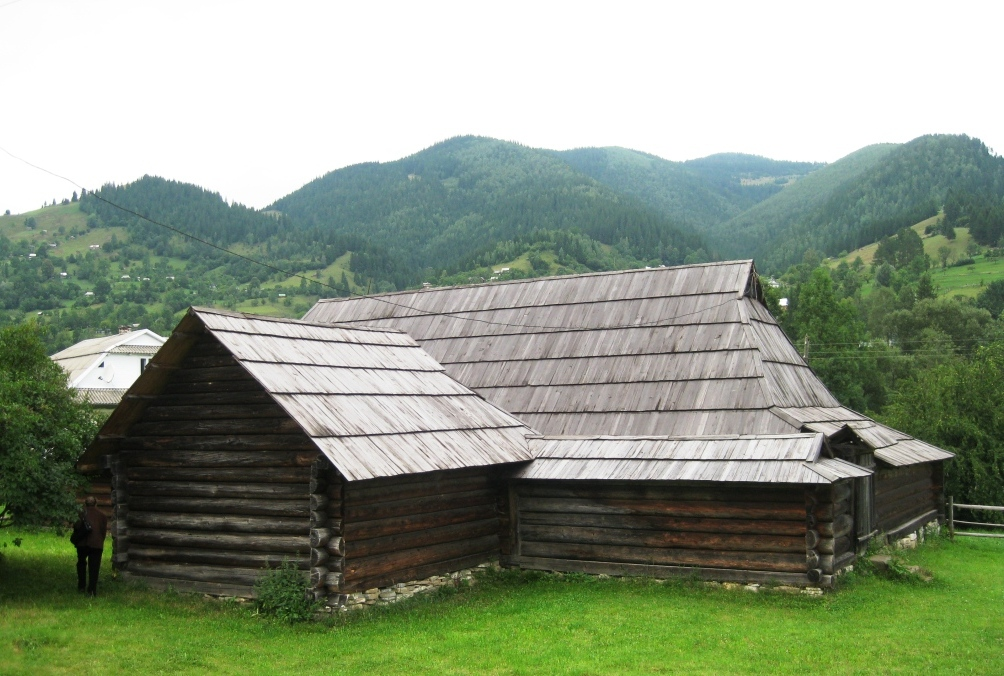
クリヴォリーヴニャのハタ・グジャーダ（2009年）。映画の主要な撮影場所であり、現在は博物館として公開されている。

火の馬（ひのうま、ウクライナ語: Тіні забутих предків、ウクライナ語の発音：チーニ・ザブートィフ・プレードキウ、英語: Wild Horses of Fire）は、1964年にソ連・ウクライナSSRで製作された映画である。原題は「忘れられた祖先の影」（複数形）で、ミハイロ・コチュビンスキーの小説『忘れられた祖先の影』を原作とし、フツーリシュチナを舞台に一途な恋愛の末の悲劇を描く。ウクライナ詩的映画の代表作であり、ハーバード大学の映画学専攻学生の必見リストに含まれる。ウクライナ映画の歴史上最高の作品として、ドヴジェンコ・センターの「ウクライナ映画ベスト100」で1位に選出された。
監督はセルゲイ・パラジャーノフ、脚本はパラジャーノフとイヴァン・チェンデイ、主演はイヴァーン・ムィコライチューク（標準表記：イヴァン・ミコライチュク）とラルィーサ・カードチュヌィコヴァ。キエフのO・P・ドウジェーンコ記念キエフ映画スタジオで製作され、初年度にソ連で850万人の観客を動員した。

## 概要
『火の馬』は、ミハイロ・コチュビンスキーの生誕100周年を記念して製作された。全編ウクライナ語で撮影され、ソ連全国公開時にはロシア語の題名Тени забытых предковもポスターで併用されたが、フィルム上ではクレジットタイトルを含めロシア語は一切登場しない。撮影はイヴァーノ＝フランキーウシク州ヴェルホーヴィナ地区クリヴォリーヴニャ村とその周辺で行われ、コチュビンスキーが原作を書いた地でフツル人の文化を忠実に再現した。
色彩豊かな映像と独自の構成で知られ、フツル人の生活や風習をエキゾチックに描く。モノクローム映像は主人公の悲嘆を、鮮やかな赤や黄の極彩色は情熱と悟解を表現。ソ連時代に禁止されていたキリスト教の十字架や典礼、土着の精霊信仰、儀式が強調され、社会主義リアリズムに反するとしてソ連当局から批判された。パラジャーノフは再編集を拒否し、次作『キエフのフレスコ壁画』（1965年）が製作中止に追い込まれるなど、ソ連映画界から排除された。

## 製作

### 背景
1962年12月、ドヴジェンコ映画スタジオの芸術評議会は、コチュビンスキーの生誕100周年を記念し、映画化を承認。パラジャーノフは、単なる記念映画ではなく、ウクライナのフォークロアと芸術性を融合させた作品を目指した。脚本はパラジャーノフとザカルパッチャの作家イヴァン・チェンデイが共同執筆。チェンデイの自宅に1か月滞在し、フツル人の民話や文化を学んだ。パラジャーノフは自身のアルメニア出身を活かし、「ウクライナのブルジョワ民族主義」の批判を回避したと語った。
原作のビジュアルイメージは、ゲオルギー・ヤクトヴィチの挿絵（1967年完成）に影響を受け、ヤクトヴィチは映画の美術監督として参加。「カルパティのガイド」としてフツーリシュチナの文化を伝え、装飾的な偽物性を排除した。パラジャーノフはティツィアーノの絵画「愛、聖なるものと俗なるもの」に着想を得て、主人公イヴァンとマリーチュカを「天の愛」、パラーフナを「地の愛」として描いた。

### キャスティング
イヴァン役のイヴァーン・ムィコライチュークは当初、容姿が抒情的でないとして候補外だったが、試写での即興演技がパラジャーノフと撮影監督ユーリー・イリエンコを感動させ、主役に抜擢された。ムィコライチュークの「純粋さ、情熱、感情の爆発」は撮影陣を魅了し、本作が彼のデビュー作となった。
マリーチュカ役のラルィーサ・カードチュヌィコヴァは、パラジャーノフがソビエト連邦文化省で彼女を見つけ、即座に「マリーチュカだ！」と叫んで起用を決定。パラーフナ役のテチャーナ・ベスターイェヴァやユールコ役のスパルタク・バハシュヴィリも、フツル人の情熱的な性格を体現した。クリヴォリーヴニャ村の住民が массовシーンや儀式シーンに参加し、ウクライナの民謡や方言を提供した。

### 撮影
撮影は1963年5月30日から1964年10月15日まで、クリヴォリーヴニャ村とヴェルホーヴィナ周辺で行われた。パラジャーノフはフツル人の文化に没入し、洗礼式、葬送曲、結婚式を観察。住民の監修を受け、儀式の真实性を確保した。例として、結婚シーンの「軛（くびき）」は伝統にない演出だったが、パラジャーノフの芸術的選択として残された。
撮影監督ユーリイ・イッリェーンコは革新的なカメラワークで知られ、極彩色のコントラストやモノクロームの切り替えを駆使。パラジャーノフとの衝突も多く、チェレモーシュ川の橋での「決闘」騒ぎが逸話として残る。銀色の森のシーンでは、木の葉や俳優の顔に銀の塗料を施し、超現実的な効果を生み出した。パラジャーノフは後にコソヴォで「青い岩」が残っていたと驚いた。

### 音楽
ムィロスラーウ・スコールィクが音楽を担当し、カルパティの伝統楽器（ソピールカ、フロヤーラ、コザ、ドリームバ、トレムビータ）を活用。パラジャーノフは西ウクライナ出身の作曲家を求め、スコリクに「天才的な音楽」を要求。フツル人の春歌（例：「ヴェルボーヴァ・ドシュチェチュカ」）、コリャーダ、シュチェドリヴカ、葬送曲が収録され、キエフで住民を招いて録音。トレムビータは飛行機で運ばれ、機内で演奏された逸話が残る。音楽は映画の哲学的・美的構造を支え、ウクライナ映画史上の革新と評価される。

## あらすじ
カルパチア山地のチョルノホーラ山系に住むフツル人の村で、パリイチューク家とフテニューク家が対立していた。パリイチュークの息子オレクサの事故死後、葬儀中の決闘でパリイチュークがフテニュークの斧で殺され、両家の確執が深まる。死の直前、パリイチュークは赤い火の馬が天を駆ける幻を見る。パリイチュークの妻はフテニュークの羊を呪う。
対立の中、幼いイヴァーン（イヴァーン・ムィコライチューク）はフテニュークの娘マリーチュカ（ラルィーサ・カードチュヌィコヴァ）と出会い、親交を深める。二人は成長し、恋に落ち、結婚を誓う。マリーチュカはイヴァーンの子を妊娠するが、貧しいイヴァーンは羊飼いとして出稼ぎに出る。マリーチュカは村で羊を養い、星を見ながら互いを想う。
ある日、マリーチュカは迷った子羊を救おうとして崖から急流に転落し、死体で発見される。イヴァーンは絶望し、乞食同然の生活を送る。村人は彼を哀れみ、新しい花嫁パラーフナ（テチャーナ・ベスターイェヴァ）を勧める。二人は結婚するが、イヴァーンの心はマリーチュカに縛られたまま。パラーフナは子作りを願うが、マリーチュカの霊が現れ、彼女は魔術師ユールコ（スパルタク・バハシュヴィリ）と不倫に走る。
ユールコがイヴァーンの友人を傷つけ、決闘に発展。イヴァーンはユールコの斧で額を傷つけられ、マリーチュカの墓の十字架を幻視。彼女の霊（ルサールカ）に導かれ、川に転落して死ぬ。イヴァーンの葬送はフツル人の伝統的な歌と踊りで執り行われ、村の子供たちが窓から見守る。

## キャスト
- イヴァーン・ムィコライチューク - イヴァーン・パリイチューク（イワンコ）
- ラルィーサ・カードチュヌィコヴァ - マリーチュカ・フテニューク
- テチャーナ・ベスターイェヴァ（ウクライナ語版） - パラーフナ
- スパルタク・バハシュヴィリ（ウクライナ語版） - ユールコ（魔術師）
- ムィコーラ・フルィニコ（ウクライナ語版） - バタフ（羊飼いのリーダー）
- レオニード・イェンヒバーロウ（ウクライナ語版） - ミコ（羊飼い）
- ニーナ・アリーソヴァ（ウクライナ語版） - パリイチュークの母
- オレクサーンドル・ハーイ（ウクライナ語版） - パリイチュークの父
- ネオニラ・フネポウスィカ（ウクライナ語版） - フテニュークの母
- オレクサーンドル・ライダノウ - フテニュークの父
- イーホル・ジュラ - 幼少期のイヴァーン
- ヴァレンティナ・フリャニコ（旧姓：シェダニヤ） - 幼少期のマリーチュカ
- クリヴォリーヴニャ村の住民 - 儀式シーン、ウクライナの民謡の歌唱

## リリース

### キエフでのプレミア
1965年9月4日、キエフの映画館「ウクライナ」でプレミア上映が行われた。イヴァン・ジュバ、ヴァシーリ・ストゥース、ヴャチェスラウ・チョルノヴィールが上映前に1965年夏のウクライナ知識人逮捕に対する抗議を呼びかけ、140人が署名した抗議文を支持。KGBはこれを「政治的騒乱」と記録し、ジュバらは職や学籍を失った。

### 国際公開
国際的には「Wild Horses of Fire」の題で公開され、複数の映画祭で受賞。1977年、ヴェネチア・ビエンナーレの「文化的異議（Il Dissenso Culturale）」プログラムで、パラジャーノフの不当逮捕（同性愛容疑）への抗議として上映。イタリアの映画人による抗議声明が読み上げられた。

### 批評
ポーランドの雑誌「エクラン」（1966年）は、「現実と神話、事実と幻想の境界にある詩的な物語」と絶賛し、パラジャーノフの無限の想像力とフツル人の儀式の独自性を評価。2022年、YouTubeチャンネル「ザヒン・キノマニウ」が詳細な解説を公開し、現代の観客の関心を再燃させた。

## 受賞
- 1965年：マール・デル・プラタ国際映画祭（アルゼンチン） - 「南十字星」賞、FIPRESCI賞（色彩・照明・特殊効果、ユーリイ・イッリェーンコ）
- 1965年：ローマ映画祭（イタリア） - フェスティバル杯
- 1966年：テッサロニキ国際映画祭（ギリシャ） - 金メダル（セルゲイ・パラジャーノフ）
- 1966年：全ソビエト映画祭（キエフ） - 特別賞（芸術的探求と革新、監督・撮影・美術・音楽）
- 1966年：英国映画テレビ芸術アカデミー賞（BAFTA） - 優秀外国映画
- 1991年：シェフチェンコ・ウクライナ国家賞（パラジャーノフ、イッリェーンコ、カードチュヌィコヴァ、ヤクトヴィチ、死後授与）

## 文化的影響
『火の馬』はウクライナ詩的映画の金字塔とされ、戦艦ポチョムキン（1925年）に匹敵する革新性で評価される。ハーバード大学の映画学カリキュラムに必須作品として登録され、ウクライナ映画の国際的地位を高めた。クリヴォリーヴニャの撮影地は「ハタ・グジャーダ博物館」として保存され、観光名所に。
2023年、チェルニウツィーの民俗建築博物館で、パラジャーノフの生誕100周年を記念し、脚本の朗読パフォーマンスが開催された（監督：イヴァン・ダニリン）。